# Xestia habichi
Xestia habichi är en fjärilsart som beskrevs av Hans Rebel 1909. Xestia habichi ingår i släktet Xestia och familjen nattflyn. Inga underarter finns listade i Catalogue of Life.